# Talor Battle
Talor Battle (Harrisburg, Pensilvania, 16 de septiembre de 1988) es un exjugador de baloncesto estadounidense que fue profesional durante siete temporadas en diferentes equipos europeos. Con 1,83 metros de estatura, jugaba en la posición de base. 

## Trayectoria deportiva
Jugó cuatro temporadas con los Penn State Nittany Lions y tras no ser elegido en el Draft de la NBA de 2011, se marcharía a Francia, en concreto a las filas del Cholet para tener su primera experiencia como profesional.
Más tarde, jugaría en Alemania e Italia donde realizaría buenos números.
En las temporadas 2013-14 y 2014-15 jugaría en las filas del Belfius Mons-Hainaut belga. El base, también tendría experiencias en el baloncesto israelí y húngaro.
En julio de 2017 cambió de liga para fichar por una temporada por el KK Union Olimpija de la 1. A SKL eslovaca,